# Biblia Itala de Quedlinbourg
La Biblia Itala de Quedlinburg (Biblioteca Estatal de Berlín, Cod. theol. lat. fol. 485) es un fragmento de seis folios de un gran manuscrito iluminado de una traducción latina de la Biblia, realizado en el siglo V. Es uno de los manuscritos bíblicos más antiguos que se conocen.

## Descripción
Los fragmentos se encontraron en la encuadernación aplicada en otras obras de la abadía de Quedlinburg. Las ilustraciones se agrupan en miniaturas enmarcadas que ocupan una página entera. Hay entre dos y cinco miniaturas por página, y el texto correspondiente aparece enfrente en páginas separadas. Las ilustraciones, hasta donde se puede juzgar dado su altamente degradado estado, están realizadas en el estilo miniaturista de la Antigüedad tardía. Los fragmentos incluyen iluminaciones de página completa del Primer Libro de los Reyes (ver al lado).
En el ejemplo contrario, gran parte de la pintura aplicada al pergamino se ha perdido, dejando al descubierto las instrucciones escritas originalmente en la página para guiar al miniaturista que realiza las ilustraciones. El texto dice lo siguiente:

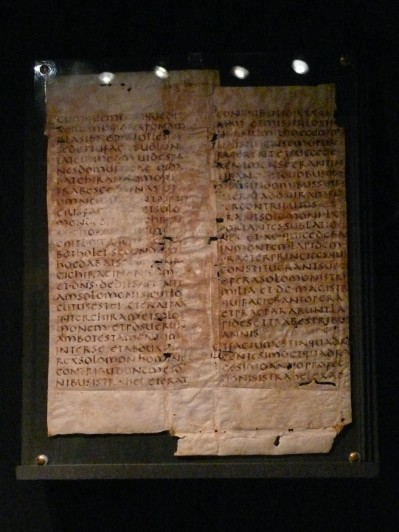
Página de texto de Quedlinburg Itala.

“Haz la tumba [junto a la cual] están Saúl y su criado y dos hombres, saltando agujeros, hablan con él y [dile que han encontrado los asnos]. Haz a Saúl junto al árbol y a [su] siervo y [tres hombres hablando con él], uno con tres machos cabríos, uno [tres panes, uno] un odre de vino.»